# El Carnero
El Carnero es el nombre coloquial de la crónica histórica escrita en 1636-1638, publicada hasta 1859, y escrita por Juan Rodríguez Freyle, titulada originalmente como: "El Carnero. Conquista y descubrimiento del Nuevo Reino de Granada de las Indias Occidentales del mar Océano y fundación de la ciudad de Santa Fe de Bogotá, primera de este Reino donde se fundó la Real Audiencia y Cancillería", siendo su cabeza se hizo su arzobispado.
Tanto por su contenido como por su género, El Carnero es la obra más emblemática de las letras coloniales Neo-granadinas. Escrito en una época de usanza de las crónicas reales, esta obra pretendió narrar los hechos de la Conquista y la primera sociedad colonial. El conjunto de la obra refleja una sociedad precaria e inestable, surgida de la imposición de un dominio militar. La sociedad de la segunda mitad del siglo XVI padecía de los quebrantos de poderes no afirmados, siempre en conflicto, tanto entre los mismos conquistadores, como entre ellos y el Estado español.
.El Carnero
Autor: Juan Rodríguez Freyle.Origen: 1795. Sello de pertenencia de José María Vergara y Vergara.
Características:
Libro marmolado. Manuscrito. El Carnero es la obra por excelencia de las épocas coloniales, obedeciendo por ende en el uso de la crónica, narrando el acontecer de la Conquista y los primeros establecimientos de la sociedad colonial. Además presenta de forma cronológica las relaciones oficiales y gubernamentales entre los arzobispados y las alcaldías teniendo como institución principal la Audiencia.
Descripción:
Aunque sabemos que Juan Rodríguez Freyle escribió El Carnero entre 1636 y 1638, muy poco conocemos de su vida. Sabemos que nació el 25 de abril de 1566 en Santa Fe de Bogotá, que era hijo de Juan Freyle, un soldado de Pedro de Ursúa, y de Catalina Rodríguez, que estudió sus primeras letras y después ingresó al Seminario (aunque nunca se ordenó) y que hizo parte en expediciones de la Conquista, como la de los indígenas Pijaos. Fue agricultor de condición modesta y sufrió de distintos quebrantos físicos debidos a su obesidad. No se sabe el lugar de su fallecimiento, pero sí que ocurrió en 1642, cuando alcanzaba los 76 años.
Del manuscrito original de El Carnero circularon seis copias a lo largo de los siglos, hasta que en 1859 se realizó la primera impresión. Ofrecemos al lector las dos versiones, una manuscrita y la realizada por Felipe Pérez en 1859, para que puedan formarse una idea de la historia de este extraordinario relato.
Tanto por su contenido como por su género, El Carnero es la obra más emblemática de nuestras letras coloniales. Escrito en una época de usanza de las crónicas reales, esta obra pretendió narrar los hechos de la Conquista y la primera sociedad colonial. El conjunto de la obra refleja una sociedad precaria e inestable, surgida de la imposición de un dominio militar. La sociedad de la segunda mitad del siglo XVI padecía de los quebrantos de poderes no afirmados, siempre en conflicto, tanto entre los mismos conquistadores, como entre ellos y el Estado español.
El desarrollo de El Carnero es cronológico y empieza con la organización de la expedición de Fernández de Lugo que partió de Santa Marta a la conquista del altiplano cundiboyacense. Describe también la conquista de los cacicazgos de Tunja, Bogotá y Guatavita, aunque la mayor parte de la obra se concentra en el estudio del establecimiento de la Audiencia y su desempeño a lo largo de algo más de medio siglo. Más que la simple relación gubernativa en la que se presentan cronológicamente los gobiernos de la Audiencia, los arzobispados y las alcaldías, el texto de Rodríguez Freyle contrasta sus valores y, en todo caso, sugiere sus aportes positivos o negativos a la prosperidad del reino.
En términos de género, El Carnero no es una crónica histórica en sentido estricto. Es más bien, una combinación de géneros como la propia crónica, el relato picaresco y el sermón moral. Estos distintos géneros se mezclan en un relato escrito en forma gustosa y cálida. Óscar Gerardo Ramos, quien escribiera una presentación a una de la ediciones más populares de El Carnero (1968), observó que estaba conformado por un conjunto de historielas. Especie de narraciones breves, tal vez antecedente del cuento, la historiela le permitió a Rodríguez Freyle narrar historias asombrosas, divertidas y picantes que resultan sorprendentes para su época.
El Carnero se acerca también a los discursos morales del siglo XVI. Sin duda, el autor conoció las disertaciones de Luis Vives, fray Luis de Granada y fray Antonio de Guevara respecto a las pasiones humanas. Además recordemos que Rodríguez Freyle escribió su obra a una edad bastante avanzada. Es por lo que resulta comprensible su insistencia en moralizar sobre el mal de la belleza femenina. No duda en afirmar que es la perdición de los hombres. Otro tema recurrente en este aspecto son los celos de amor. Pero bien, entendamos que los siglos XVI y XVII fueron la época de esplendor de la cultura del honor. Así, los frecuentes duelos y venganzas por honor, ocurridos en Santa Fe, son relatados con todo su sentido dramático.
Las fuentes de Rodríguez Freyle fueron las que le otorgaba haber sido testigo de muchos de los hechos narrados. Él los vio o escuchó. Aunque es posible que hubiese leído algunos documentos oficiales o incluso alguna crónica. Una de sus principales fuentes de información fueron los viejos conquistadores, quienes le contaron sobre las campañas de conquista. El Carnero no está libre de desaciertos históricos, que bien pueden explicarse por los olvidos y confusiones de los testimonios incorporados.
Con todo, como lo dijera Achuri Valenzuela, El Carnero merece difundirse extensamente en nuestro país. Sin prejuicios y más criterio, los profesores de historia podrán hacer de este libro un estupendo instrumento de acercamiento de sus estudiantes a nuestro pasado.
RODRÍGUEZ FREYLE, Juan. El carnero. Ed. Pizano i Pérez, Bogotá: 1859. (Perteneciente al Fondo Suárez, ubicado en la Sala Fondo Antiguo, Nº clasificación: F. Suárez 485)
Texto en cursivaTexto pequeño
- Elemento de lista de viñetas

### Estudios críticos
- Reina Pereira, Carla Discurso histórico y discurso literario. El caso del Carnero tesis doctora.

- Datos: Q5350944